# Chlumetia albiapicata
Chlumetia albiapicata är en fjärilsart som beskrevs av George Francis Hampson 1902. Chlumetia albiapicata ingår i släktet Chlumetia och familjen nattflyn. Inga underarter finns listade i Catalogue of Life.